# テル・ノー・テイルズ
『テル・ノー・テイルズ』(Tell No Tales)は、ノルウェーのバンド、TNTが1987年に発表した3作目のスタジオ・アルバム。
バンドの母国ノルウェーでは、アルバム・チャートで3週連続1位を獲得し、トップ10に18週間ランク・インする大ヒットを記録した。また、本作からのシングル「10,000ラヴァーズ」は、ノルウェーのシングル・チャートで2位に達した。アメリカではバンドにとって初のBillboard 200チャート・インを果たしている。

## 受賞
本作は、ノルウェーの音楽賞Spellemannprisenにおいてロック部門を受賞した。

## 収録曲
特記なき楽曲はトニー・ハーネルとロニー・ル・テクロの共作。4. 6. 10.はインストゥルメンタル。
1. エヴリワンズ・ア・スター - "Everyone's a Star" - 3:22
2. 10,000ラヴァーズ - "10,000 Lovers (In One)" (Tony Harnell, Ronni Le Tekrø, Morten "Diesel" Dahl) - 2:56
3. 見わたす限り - "As Far as the Eye Can See" - 3:42
4. サファイア - "Sapphire" - 1:15
5. チャイルズ・プレイ - "Child's Play" - 4:27
6. スムース・シンコペイション - "Smooth Syncopation" - 0:48
7. リッスン・トゥ・ユア・ハート - "Listen to Your Heart" - 3:18
8. あきらめた夜 - "Desperate Night" - 3:31
9. ノーザン・ライツ - "Northern Lights" (T. Harnell, R. L. Tekrø, Bjørn Nessjø) - 4:12
10. 幻影 - "Incipits" - 0:51
11. テル・ノー・テイルズ - "Tell No Tales" (T. Harnell, R. L. Tekrø, M. Dahl) - 2:21

## 参加ミュージシャン
- トニー・ハーネル - ボーカル
- ロニー・ル・テクロ - ギター
- モーティ・ブラック - ベース、シンセサイザー
- ディーゼル・ダール - ドラムス、パーカッション

ゲスト・ミュージシャン
- Håkon Iversen - バッキング・ボーカル
- Bjørn Nessjø - キーボード、プログラミング
- Bård Svendsen - キーボード、プログラミング
- Carlos Waadeland - キーボード、プログラミング